# Paul Tobias
Paul Tobias (* 6. února 1963) je americký kytarista a bývalý člen americké hard rocké skupiny Guns N' Roses.
Je to kamarád Axla z dětství; s kapelou byl spojen v jejích začátcích a přispěl k jejich debutovému albu Appetite for Destruction. Tobias je spoluautorem skladeb Back Off Bitch, Shadow Of Your Love, Oh My God a IRS. Také hrál na cover verzi skladby Sympathy for the Devil.
Oficiálně se ke G N'R připojil v roce 1994 a vystoupil na koncertech v Las Vegas (House of Blues), Rock in Rio III a ještě v roce 2001 na dvou koncertech v Las Vegas.
Říká se, že Tobias dál pokračuje na dlouho očekávaném albu Chinese Democracy, i když byl oficiálně nahrazen Richardem Fortusem v roce 2002, kvůli jeho odporu k turné. Zajímavé, že Izzy Stradlin je také Axlův kamarád z dětství, který odešel od skupiny kvůli životu na cestách. Tobias je také známý jako Paul Huge a byl členem skupiny MANK Rage.